# Никольский, Александр Иванович
Александр Иванович Никольский (1860—1933) — русский земский врач и публицист, член III Государственной думы от Одессы.

## Биография
Личный дворянин.
Окончил Харьковский ветеринарный институт, по другим данным — выдержал экзамен на звание ветеринарного врача в Военно-медицинской академии. Служил в земстве Орловской и Херсонской губерний. В 1888—1890 годах отбывал ссылку в Архангельской губернии и Акмолинской области. По возвращении из ссылки поселился в Херсонской губернии. Состоял земским ветеринарным врачом Елисаветградского уезда, а затем заведующим земско-городским ветеринарным бюро в Одессе. Был председателем Одесского общества ветеринарных врачей и председательствовал в ветеринарных секциях на съездах имени Н. И. Пирогова.
Принимал участие в организации «Союза освобождения», а затем вошел в состав партии кадетов, был членом её одесского комитета. Сотрудничал в газетах «Голос», «Неделя», «Русские ведомости», «Северный курьер», «Наша жизнь», «Речь», а также журнале «Освобождение», издававшемся в Штутгарте П. Б. Струве.
В 1907 году был избран членом III Государственной думы от 2-го съезда городских избирателей Одессы. Входил во фракцию кадетов. Состоял членом комиссий: по рабочему вопросу, по делам православной церкви, по направлению законодательных предположений.
Судьба после 1917 года неизвестна. Умер в 1933 году.

## Семья
Был женат, сыновья:
- Юрий (1893—1922), окончил историко-филологический факультет Петроградского университета, литературный критик.
- Сергей (1899?—1918), участник Белого движения в составе Добровольческой армии, расстрелян ЧК в районе Донецкого бассейна.